# Американский комитет по освобождению от большевизма
Американский Комитет по освобождению от большевизма (англ. American Committee for Liberation from Bolshevism, сокр. Amcomlib) — основанная 18 января 1951 года в штате Делавэр организация, имевшая своей целью борьбу против тоталитарного коммунистического режима. Была частью проекта ЦРУ под кодовым названием QKACTIVE. Комитет ставил перед собой задачу оказания помощи антикоммунистической эмиграции из СССР в её борьбе за свержение коммунистического режима.

## Названия
Первоначальное название — Американский Комитет за свободу народов СССР, англ. American Committee for Freedom for the Peoples of the USSR, с мая 1951 — Американский Комитет по освобождению народов России, англ. American Committee for the Liberation of the Peoples of Russia, с марта 1953 — Американский Комитет по освобождению от большевизма. В 1956—1964 действовал под названием Американский Комитет по освобождению, после чего был переименован в Комитет Радио Свобода.

## Деятельность
Комитет был создан несколькими «патриотически настроенными американскими гражданами». Первым президентом комитета стал главный редактор журнала «The Readers Digest» и бывший корреспондент «United Press International» в Москве Евгений Лайонс, родившийся в Белоруссии и эмигрировавший в США в 1907 году.
Осенью 1950 года Спенсер Вильямс (Spencer Williams), работавший ранее американским корреспондентом в Москве, был направлен в Западную Германию чтобы провести предварительную работу по «воодушевлению эмигрантов на создание центральной организации для антибольшевистской деятельности». Вильямс выделил четыре организации русской эмиграции: Народно-трудовой союз, Союз борьбы за свободу России, Союз борьбы за освобождение народов России и нью-йоркскую Лигу борьбы за народную свободу. Деятельность по их объединению Вильямс начал с общения с К. Г. Кромиади, бывшим соратником генерала Власова. С помощью него Вильямсу удалось собрать лидеров четырех организаций в городе Фюссен на конференцию, которая началась 16 января 1951 г. В её работе, кроме К. Г. Кромиади, приняли участие: В. М. Байдалаков — от НТС, С. П. Мельгунов — от СБСР, Н. А. Троицкий (Б. Яковлев) — от СБОНР, Б. И. Николаевский — от Лиги борьбы за народную свободу. Комитет выделял субсидии четырём вышеуказанным эмигрантским организациям.
После дальнейших совещаний в 1953 году была основана радиостанция «Освобождение» (Radio Liberation, ныне — Радио Свобода).
Представителем шести национальных эмигрантских организаций (украинской, белорусской, грузинской, армянской, азербайджанской, северокавказской), желающих сотрудничать с комитетом, был Н. С. Абрамчик.
Через комитет финансировался Институт по изучению истории и культуры СССР.
В Мюнхене издавался журнал Problems of the Peoples of the USSR («Проблемы народов СССР»).